# International Development Enterprises
International Development Enterprises — международная некоммерческая организация, занимающаяся поддержкой социального предпринимательства в сфере сельского хозяйства.
Образована в 1982 году канадским предпринимателем Полом Полаком, который сосредоточил свои усилия на производстве, маркетинге и внедрении систем микроорошения, а также систем рекуперации воды в странах, испытывающих недостаток водных ресурсов. IDE осуществляет свою деятельность через сети местных поставщиков, которые согласно договору с компанией, продают системы по невысокой цене. Ценообразование построено таким образом, чтобы местный фермер имел возможность окупить систему за один сезон сбора урожая. Эта стратегия позволяет фермерам собирать более высокие урожаи, и оставаться конкурентоспособными на фоне крупных сельскохозяйственных производителей.
Главный офис IDE расположен в Денвере, США. Филиалы расположены в Канаде и Великобритании.

## О компании
Бюджет компании составляет около 20 млн долларов, часть из которого - собственные оборотные средства, другая часть - пожертвования крупных социальных, правительственных и бизнес-структур. Жертвователями компании являются: Фонд Билла и Мелинды Гейтс, Агентство США по международному развитию, Министерство иностранных дел Нидерландов, Министерство международного развития Великобритании, Всемирный банк и еще около 100 организаций.
Штат компании — 600 человек.
Три четверти людей, находящихся за чертой бедности по всему миру, зарабатывают на жизнь мелким сельских хозяйством. Главная цель компании - оказать помощь этому социальному слою, увеличив рентабельность их усилий. При оценке результатов своей работы, компания IDE отталкивается от трех показателей, это: прирост среднего дохода на семью (воздействие), количество фермеров, работающих с продукцией компании (масштаб), и дополнительный доход семьи на 1 доллар вложений (рентабельность).
За тридцать лет существования IDE, разработаны и реализованы более 275 крупномасштабных проектов.

## Технологии

### Педальные насосы
Разработанные в 1970 году, норвежским изобретателем Гунасом Барнсом, педальные насосы, позволяют извлекать с глубины до 7 метров 6 кубических метров воды в час. Инициированная IDE компания, в конце 1980-х годов, внедрила около 1,5 млн таких устройств в страны, испытывающие недостаток в воде для орошения. Согласно проведенным исследованиям, общие затраты фермеров, купивших насосы на орошение всех площадей, составили около 12 млн долларов. В том случае, если бы применялись традиционные схемы орошения с возведением каналов и дамб, их стоимость бы составила порядка 1,5 млр. долларов..

## Капельное орошение
Компания добилась значительных успехов во внедрении систем капельного орошения, представляющего собой метод полива, при котором вода подаётся непосредственно в прикорневую зону выращиваемых растений, регулируемыми малыми порциями с помощью дозаторов-капельниц. Основные усилия были направлены на максимальное удешевление таких систем. Главные преимущества такого метода полива, сокращение расходуемой воды на 30-60 %, при повышении урожая на 5-50 % в зависимости от выращиваемой культуры.

## Керамические фильтры
IDE смогла увеличить процент распространения таких устройств в ряде стран, испытывающих недостаток в пресной воде. При стоимости менее 10 долларов, фильтр отфильтровывает до 99,9 % загрязнений. Имеет простое строение, удобен в использовании и может производиться непосредственно на местах.

## География
По состоянию на середину 2015 года, компания осуществляет свои программы в 11 странах на 3-х континентах:
Азия
- Бангладеш
- Камбоджа
- Вьетнам
- Непал

Африка
- Буркина-Фасо
- Гана
- Эфиопия
- Мозамбик
- Замбия

Северная Америка
- Гондурас
- Никарагуа